# Jan Hendrikx (verzetsstrijder)
Johannes Jacobus (Jan) Hendrikx (Venlo, 2 februari 1917 – Neuengamme of Oranienburg, 3 mei 1945) was een Nederlandse verzetsstrijder. Tijdens de Tweede Wereldoorlog was hij gewestelijk leider van de Landelijke Organisatie voor Hulp aan Onderduikers. Hij was bekend onder de schuilnaam Ambrosius.

## Biografie
Hendrikx werd geboren op 2 februari 1917 in Venlo. Hij was de zoon van Johannes Henricus Wilhelmus Hendrikx en Maria Petronella Beatrix Hubertina Vallen.
In het dagelijks leven was Hendrikx sinds 1941 student pedagogiek aan de Rooms Katholieke Universiteit te Nijmegen en onderwijzer in Venlo. Hij zette samen met kapelaan Jac Naus van de Venlose Sint-Martinusparochie de Limburgse Onderduikorganisatie op waar Hendrikx leider van werd. Vanaf augustus 1943 vond die organisatie, mede door zijn inzet, aansluiting bij De Landelijke Organisatie voor Hulp aan Onderduikers, die een paar maanden eerder was ontstaan. Hendrikx bleef de leider van de Limburgse afdeling van die organisatie.
Na verloop van tijd werd hij gezocht door de rechercheur Richard Nitsch van de Sicherheitspolizei, Dienststelle Maastricht en moest zelf onderduiken. Nitsch was door Hendrikx een paar keer voor schut gezet en was bijzonder op hem gebeten. Voordat Ambrosius/Hendrikx zich wat meer op de achtergrond zou gaan houden, bezocht hij op 21 juni 1944 nog voor de laatste keer een vergadering. Deze bijeenkomst van alle Limburgse districtsleiders in het pensionaat Sint Louis in Weert was echter verraden door de overspannen documentenvervalser Bob Jesse. In totaal werden acht mannen door de Sicherheitsdienst opgepakt, onder wie Jan Hendrikx. Dit is de geschiedenis ingegaan als het „verraad van Weert“.
Hendrikx kwam in het concentratiekamp Vught terecht en belandde vervolgens in concentratiekamp Sachsenhausen bij Oranienburg en Neuengamme. Over zijn overlijdensplaats is enige onduidelijkheid. Het is mogelijk dat Hendrikx omkwam in Neuengamme of Oranienburg. Een bericht van het Nederlandse Rode Kruis van 15 januari 1952 stelt dat Hendrikx tussen 16 maart 1945 en 3 mei 1945 om het leven kwam tijdens transport van concentratiekamp Neuengamme naar Bergen-Belsen.

## Onderscheidingen en vermeldingen
- Bij Koninklijk Besluit No. 17 van 7 mei 1946 werd aan Jan Hendrikx postuum het Verzetskruis 1940-1945 toegekend.[3]
- Zijn naam staat vermeld op de Erelijst van Gevallenen 1940-1945.[10]
- Zijn naam wordt vermeld op het Provinciaal verzetsmonument op de Cauberg bij Valkenburg.[11]
- Zijn naam wordt vermeld op de gedenkplaat voor de ten gevolge van de oorlog omgekomen leden van de academische gemeenschap van de Rooms Katholieke Universiteit te Nijmegen.[12]
- Gedenkboek 1940-1945 van de katholieke academische gemeenschap, Leiden 1947, p.98.

H.J. van Aalderen
· P. van As
· M. Assies
· J.J. Barendsen
· J.A. Beekman
· H.D.J. Beernink
· L.R. Beijnen
· C.J. van den Berg-van der Vlis
· L.A. Bleys
· G. de Boer
· A.A. Bontekoe
· E.J. Bosch ridder van Rosenthal
· D.A. van den Bosch
· I.J. van den Bosch
· J.H. Bosch
· J.C.J. baron Brantsen
· A.L. Charroin
· F.G.M. Conijn
· M. Crans
· R.J. Dam
· F. Datema
· K.H. Derkzen van Angeren
· H. Dienske
· J.L.G. Doornik
· V. Dreyfus
· N. Dupont
· F. Duwaer
· S. Esmeijer
· G.H. Gelder
· J. Gelderman
· W.J. Gertenbach
· E.A. Giran
· O. Giran
· C.H. de Groot
· P.G.S. Guermonprez
· A. Hahn
· W. van Hall
· J.C.H.F. van Hanxleden Houwert
· Th.W.L. baron van Heemstra
· J.J. Hendrikx
· J.L. Hesselberg
· W.J. Heukels
· I. van der Horst
· J. ter Horst
· H.P. Hos
· J.F.H.M. baron van Hövell van Wezeveld en Westerflier
· B. IJzerdraat
· L. Jansen
· A. Kalter
· G.W. Kastein
· A. Keuter
· T.J. Kroeze
· D.M.R.H. Kroon
· H.Th. Kuipers-Rietberg
· A. Meerwaldt
· J.A.A. Mekel
· J.D. van Melle
· D.C.B. Mesritz
· M.-L.C. Meunier
· J.J. Mohr
· J.L. Moonen
· A.C. Nagtegaal
· F. Nieuwenhuijsen
· B. Oosthoek
· J. Oranje
· T. Pannekoek
· J. Post
· A.J. Rozeman
· V.H. Rutgers
· F.R. Ruys
· W. Santema
· J.J. Schaft
· Jhr. J. Schimmelpenninck
· R.L.A. Schoemaker
· G. Schoonman
· W.P. Speelman
· M. van der Stoep
· B.M. Telders
· A.O.H. Tellegen
· O.R. Thomsen
· G. Tieman
· T.W. de Tourton Bruijns
· L.M. Valstar
· G.J. van der Veen
· D. Verloop
· M.A.E. Verspyck
· P.M.R. Versteegh
· C. Vlot
· G. Weidner
· J.H. Westerveld
· H.B. Wiardi Beckman
· J.W. Wildschut
· J.R.E. Wüthrich
· L. Zwanenburg
· Onbekende Joodse soldaat